# Acalolepta degeneroides
Acalolepta degeneroides är en skalbaggsart som först beskrevs av Stefan von Breuning 1948.  Acalolepta degeneroides ingår i släktet Acalolepta och familjen långhorningar. Inga underarter finns listade i Catalogue of Life.